# 企业级软件
企业级软件，也称企业软件（Enterprise software）或者企业级应用软件，指的是支持企业、事业单位或者政府等机构各项业务运作的软件系统。除了支持机构内部的协同工作之外，企业软件也支持企业与其供应商、业务伙伴和用户的协作与协调。
企业级软件可以按功能划分为财务会计、ERP（企业资源规划）、CRM（客户关系管理）、SCM（供应链管理）、HRM（人力资源管理）、BI（商务智能）、CMS（内容管理系统）和企业通信工具等。也可以按行业划分为制造业、零售业、医药业等解决方案。
馬汀·弗勒（Martin Fowler）在其《企业应用架构模式》一书中这样定义：企业级应用主要负责显示、操作和存储大量复杂数据，并对这些数据进行支持和自动化。